# Disco Solar (escultura)
Disco Solar es una escultura monumental realizada por el artista belga Jacques Moeschal como parte de la Ruta de la Amistad, un conjunto de 19 esculturas realizadas por artistas de diversas nacionalidades para conmemorar los Juegos Olímpicos de México 1968. La obra fue instalada en la Zona Arqueológica de Cuicuilco, al sur de la Ciudad de México. Fue la octava estación de la ruta y representó a Bélgica en la exposición.
La escultura consiste en una base rectangular de la cual sobresalen dos brazos que forman un círculo casi completo, sin llegar a tocarse en el extremo superior. Mide 18 metros y es de color verde oscuro. Esta obra es considerada como la más icónica de la Ruta de la Amistad debido a su ubicación en frente de la Villa Olímpica. La silueta de la escultura es usada como ícono de la estación Villa Olímpica de la línea 1 del Metrobús de la Ciudad de México.
Al lado de la obra se instaló un teatro al aire libre para ofrecer espectáculos para los atletas asistentes a las olimpiadas. Después del evento el teatro fue abandonado hasta que restaurado en 2011 en conjunto con el primer trabajo de mantenimiento realizado a la escultura desde su inauguración. En 2020 la obra fue restaurada con la contribución del Instituto Nacional de Bellas Artes y Literatura (INBAL), el Instituto Nacional de Antropología e Historia (INAH), la Alcaldía Tlalpan y las embajadas de Bélgica y Alemania.